# Hansa (Schiff, 1940)
Die Hansa war ein im Zweiten Weltkrieg unter der Benennung Schiff 5 für den Einsatz bei der Kriegsmarine vereinnahmtes britisches Handelsschiff. Es war ursprünglich das britische Frachtschiff Glengarry und gehörte zur Glenearn-Klasse der Glen Line. Unter der Bezeichnung Handelsstörkreuzer wurde das Schiff als Hilfskreuzer vorbereitet, dann aber als Kadettenschulschiff genutzt.

## Einsatzgeschichte
Als deutsche Truppen im Rahmen des sogenannten Unternehmen Weserübung am 9. April 1940 Kopenhagen besetzten, erbeuteten sie auf der Werft Burmeister & Wain das von der britischen Reederei Glen-Line in Auftrag gegebene Frachtschiff Glengarry. Unter dem Namen Meersburg fuhr es danach kurzzeitig für die deutsche Hamburg-Amerika-Linie. Später nutzten es die 25. und 27. U-Boot-Flottille, in der Ostsee stationierte Ausbildungsflottillen, als Zielschiff.

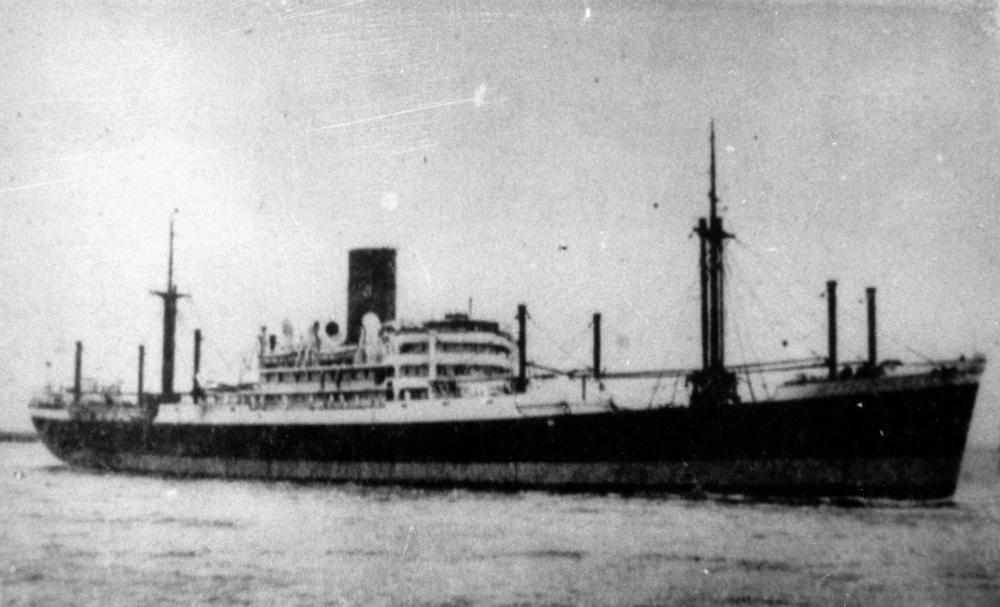
Die Glenearn, ein Schwesterschiff der Glengarry

Ab 1942 rüstete die Kriegsmarine die Meersburg auf der Wilton-Fijenoord Werft in Rotterdam zum Hilfskreuzer um und änderte den Namen in Hansa. Im April 1943 übernahm Kapitän zur See Hans Henigst das Kommando des Schiffes, das er bis zum August 1943 behielt, und im Mai 1943 kam die Hansa zu Blohm & Voss nach Hamburg, wo die Waffen und Tarneinrichtungen eingebaut werden sollten. Infolge eines schweren Luftangriffs auf Hamburg am 25. Juli 1943 wurde die Werft schwer beschädigt. Am 21. August 1943 befahl die Seekriegsleitung, „das Schiff als Hilfskreuzer so fertigzustellen, daß es voll fahrbereit und die Armierung einsatzklar wird. Die noch nicht fertiggestellte Artillerie-Feuerleitanlage ist daher einzubauen. Einer Verwendung des Schiffes als Schulschiff wird zugestimmt und anheimgestellt, die für einen Hilfskreuzer notwendigen Tarnarbeiten und die Einrichtung für Bachstelze vor oder nach dieser Verwendung durchzuführen.“ „Einsatz von Schiff 5 als Hilfskreuzer ist vorerst nicht beabsichtigt und kommt voraussichtlich erst im Herbst 1944 in Frage.“
Die Kriegsmarine stellte die Hansa dann als Kadettenschulschiff in der Ostsee in Dienst. Dort wurde sie auch als Truppen- und Flüchtlingstransporter beim deutschen Rückzug aus dem Baltikum und aus Ostpreußen eingesetzt. Dabei erhielt sie am 4. Mai 1945 vor der Halbinsel Hela einen Minentreffer, der aber keinen größeren Schaden hervorrief. Von  Februar 1944 bis zum Mai 1945 stand das Schiff unter dem Kommando von Kapitän zur See Fritz Schwoerer.
Das Schiff wurde nach dem Zweiten Weltkrieg an Großbritannien zurückgegeben und fuhr dann unter dem Namen Empire Humber, ab 1946 wieder als Glengarry bei der Glen Line. Im Jahre 1971 wurde sie außer Dienst gestellt und verschrottet.